# Raising Arizona
Raising Arizona (bra: Arizona Nunca Mais; prt: Arizona Júnior) é um filme estadunidense de 1987, do gênero comédia, dirigido por Joel Coen, produzido por Ethan Coen, e escrito por Joel e Ethan. 
O filme é estrelado por Nicolas Cage como o ex-presidiário "Hi" McDunnough, e Holly Hunter como a ex-policial e mulher de Hi Edwina "Ed" McDunnough, ex-policial e esposa de Hi. Eles se casam e descobrem que não podem ter filhos. Sem conseguir sequer adotar uma criança, o casal resolve roubar um dos bebês de uma família de magnatas. Logo eles descobrem que criar um filho é uma tarefa nada fácil, ainda mais quando bandidos loucos pela recompensa desejam recuperar a criança. Outros membros do elenco incluem Trey Wilson, William Forsythe, John Goodman, Frances McDormand, Sam McMurray e Randall "Tex" Cobb.
Os irmãos Coen começaram a trabalhar no filme com a intenção de fazer um filme tão diferente de seu primeiro longa Blood Simple quanto possível, com um senso de humor mais leve e um ritmo mais rápido. Raising Arizona recebeu críticas mistas no momento de seu lançamento. Alguns os criticaram como muito autoconscientes, maneiristas e pouco claros sobre se era fantasia ou realismo. Outros críticos elogiaram o filme por sua originalidade.
O filme ocupa o 31º lugar do American Film Institute da sua lista de melhores comédias estadunidenses, e 45º na lista "100 Filmes Mais Engraçados" do canal Bravo.
O diretor Barry Sonnenfeld, de A Família Addams e Homens de Preto, trabalhou em Arizona Nunca Mais como o responsável pela fotografia do filme.

## Sinopse
Casal que não consegue ter filhos nem adotar uma criança resolve roubar um bebê. Entre muitos sustos e situações hilariantes, eles descobrem que criar um filho não é nada fácil.[carece de fontes?]

## Elenco
- Nicolas Cage .... H.I. McDonnough
- Holly Hunter .... Ed McDonnough
- Trey Wilson .... Nathan Arizona Sr.
- John Goodman .... Gale
- William Forsythe .... Evelle
- Sam McMurray .... Glen
- Frances McDormand .... Dot
- Randall "Tex" Cobb .... Leonard Smalls
- T.J. Kuhn .... Nathan Junior
- Lynne Dumin Kitei .... Florence Arizona
- M. Emmet Walsh

## Produção
Os irmãos Coen começaram a trabalhar em Raising Arizona com a ideia de torná-lo o mais diferente possível do seu filme anterior, Blood Simple, por ter sido muito mais otimista e movimentado. O ponto de partida do roteiro veio da ideia do personagem Hi, que tem o desejo de viver uma vida regular dentro dos limites da lei. Para criar o dialeto de seus personagens, Joel e Ethan criaram um híbrido de dialeto local e o material de leitura assumido dos personagens, a saber, revistas e a Bíblia. Em contraste com Blood Simple, os personagens em Raising Arizona foram escritos para serem muito simpáticos. Os Coens escreveram a personagem Ed para Holly Hunter. O personagem de Leonard Smalls foi criado quando os irmãos Coen tentaram imaginar um "personagem maligno" não de sua imaginação, mas um que o personagem teria imaginado. Seu nome é amplamente considerado como uma referência ao personagem Lennie Small, do livro Ratos e Homens de John Steinbeck. John Goodman foi atraído por personagens de "grande sentimento, [caras] que poderiam explodir ou começar a chorar a qualquer momento" e se tornou um colaborador frequente após seu desempenho como Gale Snoats. O roteiro levou três meses e meio para ser escrito.
O filme foi influenciado pelas obras do diretor Preston Sturges e escritores como William Faulkner e Flannery O'Connor (que era conhecido por sua literatura sulista). Joel e Ethan mostraram seu roteiro completo para a Circle Films, que era sua distribuidora americana de Blood Simple. A Circle Films concordou em financiar o filme. Os Coens chegaram ao set com um roteiro completo e storyboard. Com um orçamento de pouco mais de cinco milhões de dólares, Joel Coen observou que "para obter o máximo desse dinheiro, o filme tem que ser meticulosamente preparado".

### Filmagem
Raising Arizona foi rodado em dez semanas. Muitos membros da equipe que trabalharam com Joel e Ethan em Blood Simple voltaram para Raising Arizona, incluindo o cineasta Barry Sonnenfeld, o co-produtor Mark Silverman, a designer de produção Jane Musky, a produtora associada e assistente de direção Deborah Reinisch e o compositor de filmes Carter Burwell.
A relação entre o ator Nicolas Cage e os Coens foi respeitosa, mas turbulenta. Quando ele chegou ao set, e em vários outros pontos durante a produção, Cage ofereceu sugestões aos irmãos Coen, que eles ignoraram. Cage disse que "Joel e Ethan têm uma visão muito forte e aprendi como é difícil aceitar a visão de outro artista. Eles têm uma natureza autocrática". Randall "Tex" Cobb também deu a dificuldade dos Coen no set, com Joel notando que "ele é menos um ator do que uma força da natureza ... Eu não sei se eu me apressaria em contratá-lo para um futuro filme".

## Lançamento e recepção
Raising Arizona foi inicialmente lançado nos EUA em três datas; Estreia em Nova York em 6 de março de 1987, lançamento limitado em 13 de março de 1987 e lançamento nacional em 17 de abril de 1987. O filme também foi lançado na Argentina em 26 de março de 1987, antes de ser exibido fora de competição no Festival de Cannes.
Apesar do culto de seus filmes posteriores, como The Big Lebowski, Ethan Coen descreveu seu segundo longa como "o último filme que fizemos com uma quantidade significativa de dinheiro".
David Denby, de New York Magazine, escreveu que o filme era uma "fábula perturbada do Novo Oeste", que transformou o "sarcasmo em um modo de comédia rude e afetivo". Rita Kempley do The Washington Post fez uma crítica positiva, afirmando que foi "a melhor comédia de sequestro desde Ruthless People do verão passado". No programa de televisão de crítica cinematográfica Siskel & Ebert & the Movies, o crítico Gene Siskel disse que o filme era tão "bonito quanto engraçado" e que "apesar de alguns problemas lentos", ele recomendou o filme, dando-lhe um "sinal de positivo". Escrevendo para The New Yorker, Pauline Kael escreveu que "Raising Arizona não é grande coisa, mas tem um charme indecente". A partir de 2014, o Rotten Tomatoes informou que 90% dos 50 críticos deram ao filme uma avaliação positiva. As audiências pesquisadas pelo CinemaScore deram ao filme uma nota média de "B" na escala A+ a F.
Revisões negativas focaram em uma visão de "estilo sobre substância" do filme. Escrevendo para o The New York Times, Vincent Canby escreveu: "Como Blood Simple, é cheio de conhecimentos técnicos, mas não tem vida própria ... A direção é sem estilo decisivo". Julie Salamon, do Wall Street Journal, escreveu que os irmãos Coen "tem muita imaginação e senso de diversão — e, acima de tudo, um ótimo senso de como manipular imagens, "mas" no final, a diversão parece um pouco forçada". Dave Kehr do Chicago Tribune escreveu que a forma negligenciada se desprende do conteúdo leve e frágil, e o filme começa a se parecer com um episódio de Hee Haw dirigido por um Orson Welles enlouquecido de anfetaminas". Roger Ebert escreveu uma crítica negativa, afirmando que o filme "se estica a cada momento por mais do que vale a pena, até que os momentos de inspiração pareçam forçados. Desde que a ideia básica do filme é boa e há pessoas talentosas no elenco, o que temos aqui é um filme abatido por seu próprio estilo forçado e educado".
Escritos posteriores sobre o filme foram geralmente positivos. Tanto a revista britânica Empire quanto o banco de dados de filmes Allmovie deram ao filme cinco estrelas, suas maiores notas. Lucia Bozzola, do Allmovie, escreveu: "Completa com performances moduladas de todo o elenco, Raising Arizona confirmou o lugar dos Coens entre os cineastas mais distintos que emergiram do cinema independente dos anos 80", enquanto Caroline Westbrook, do Império, declarou que é uma "comédia hilária e maluca dos irmãos Coen que demonstra por que eles são os reis da peculiaridade". Bilge Ebiri considera Raising Arizona para ser "a obra-prima dos Coens" — seu filme mais engraçado, e possivelmente o mais comovente deles também". A revista holandesa Vrij Nederland colocou sua cena de roubo de banco em segundo lugar em sua lista de "os 5 melhores assaltos a banco na história do cinema", por trás de uma cena de assalto a banco do filme Heat de 1995. Simon Pegg descreveu o filme como "um desenho de Looney Tunes vivo e respirando" durante uma exibição do BFI.
O filme é reconhecido pelo American Film Institute:
- 2000: Lista das melhores comédias estadunidenses segundo o American Film Institute – 31[25][26]

## Trilha sonora
A trilha sonora para Raising Arizona foi escrita por Carter Burwell, a segunda de suas colaborações com os irmãos Coen. Os sons são uma mistura de órgão, coral, banjo, assobio e iodelei.
Os temas são emprestados do "Goofing Off Suite", originalmente gravada por Pete Seeger, em 1955, que inclui uma passagem coral da Sinfonia n.º 9 de Ludwig van Beethoven e "temas populares russos e iodelei". Músicos credenciados para o filme incluem Ben Freed (banjo), Mieczyslaw Litwinski (berimbau de boca e guitarra) e John R. Crowder (iodelei). Holly Hunter canta uma tradicional murder ballad, "Down in the Willow Garden ", como uma "canção de ninar" incongruente durante o filme.
Seleções da trilha sonora de Burwell para Raising Arizona foram lançadas em um álbum em 1987, juntamente com seleções do único longa-metragem anterior de Coen, Blood Simple. As faixas de Raising Arizona constituem as dez primeiras faixas de um CD de 17 faixas que também inclui seleções da trilha sonora de Blood Simple.
1. "Introduction – A Hole in the Ground" – (0:38)
2. "Way Out There (Main Title)" – (1:55)
3. "He Was Horrible" – (1:30)
4. "Just Business" – (1:17)
5. "The Letter" – (2:27)
6. "Hail Lenny" – (2:18)
7. "Raising Ukeleles" – (3:41)
8. "Dream of the Future" – (2:31)
9. "Shopping Arizona" – (2:46)
10. "Return to the Nursery" – (1:35)

AllMusic deu ao álbum uma avaliação de  (4.5 de 5).